# Felipe Guerra
Felipe Guerra is een gemeente in de Braziliaanse deelstaat Rio Grande do Norte. De gemeente telt 5.875 inwoners (schatting 2009).